# Beyond the Blue Horizon
Beyond the Blue Horizon es un álbum de estudio de 1971 del guitarrista estadounidense George Benson. Este fue su primer álbum publicado con CTI Records. En esta grabación tocaron con George Benson el organista Clarence Palmer, el batería Jack DeJohnette, el bajista Ron Carter y dos percusionistas, Michael Cameron y Albert Nicholson.

## Antecedentes
Este disco siguió a su última grabación con A&M Records, The Other Side of Abbey Road, arreglado por Don Sebesky, con profusión de instrumentos de viento, cuerda y con un elenco de hasta 23 músicos que tocaban en los distintos temas. Como contraste Benson recuperó para este primer lanzamiento de CTI un formato clásico de pequeño grupo que incluía el órgano Hammond B-3, un tipo de conjunto en el que Benson tenía mucha experiencia tocando como guitarrista en la formación del organista Jack MacDuff con el que grabó hasta 11 álbumes entre 1963 y 1965. Éste era también el mismo tipo de grupo que utilizó en su primer disco como líder en 1964, "The New Boss Guitar of George Benson" grabado con Prestige Records, con el cuarteto de Jack McDuff.
En la entrevista realizada en abril de 2011 por Anthony Brown y Ken Kimery, Benson dijo que dado que este trabajo correspondía a los inicios de CTI Records como sello independiente, el productor Creed Taylor tuvo que pedir dinero prestado para hacer el disco, sin embargo, el guitarrista consideró que esto era algo positivo: «(Creed) no tenía dinero para ponerle ninguna floritura, nada de secciones de cuerda ni nada parecido» lo cual era un desafío mayor para los músicos: «Teníamos que demostrar lo que éramos capaces de hacer». Benson consideró esta situación como una oportunidad para hacer un disco especial, como escribió en su autobiografía publicada por Da Capo Press en 2014:«Lo decidí, conseguiría unos grandes músicos, elegiría unos buenos temas y tocaría la guitarra muy bien» y esto fue exactamente lo que hizo: «Tomé prestado al baterista de Miles Davis, Jack DeJohnette y me traje a Ron Carter a bordo, así que pensé que sería apropiado honrar a Miles con una versión funky de "So What", su clásico tema del disco Kind of Blue. También experimentamos con algunas vibraciones del Medio Oriente, algo de bossa nova y algo de buen bebop de siempre».

## Producción
Creed Taylor fue el productor de Beyond the Blue Horizon y las sesiones de grabación tuvieron lugar en los Van Gelder Recording Studios en Englewood Cliffs, en Nueva Jersey, el 2 y 3 de febrero de 1971. En 1987 se publicó la versión digitalizada y remasterizada en CD cuyo productor fue Didier C. Deutsch e incluyó tres temas adicionales grabados como tomas alternativas en la sesión original.

## Contenido

### Melodías e instrumentación
La ejecución de la versión de Miles Davis de "So What" en el disco está guiada por la sección rítmica del bajista Ron Carter y el baterista Jack DeJohnette, quienes brindan un sólido apoyo para las brillantes improvisaciones de Benson y del organista Clarence Palmer, con muchos cambios durante el tema descritos así por Dan Bilawsky en All About Jazz: «hay constantes cambios desde ritmo de funk a swing rápido para luego pasar a un tiempo medio».
Este álbum contiene una brillante versión de jazz del estándar de Luiz Bonfá "The Gentle Rain". El tema comienza con una profundas notas de blues del órgano Hammond de Palmer que anticipa una hermosa entrada de la melodía por la guitarra de George Benson y con inspiradas improvisaciones de gran virtuosismo técnico. La línea de bajo de esta pieza también las aporta los pedales del Hammond B-3 de Palmer, mientras que en un segundo plano Ron Carter hace el acompañamiento con algunas melodías electrónicas, descritas en All About Jazz por Andrew Cartmel de esta forma: «hay unos sonidos misteriosos que proceden de lo que parece ser Ron Carter tocando un cello eléctrico (o un violonchelo con una pastilla eléctrica)».
"All Clear" es un tema original de George Benson. El estilo de su guitarra aquí recuerda al de Wes Montgomery al alternar acordes y octavas dentro de una improvisación fluida. Ron Carter toca una vez más el violonchelo eléctrico que a veces recuerda en su sonido los maullidos de un gato. La versión remasterizada en CD incluyó una versión grabada en un ritmo de swing diferente al de la toma incluida en el LP.
"Ode to a Kudu" es una balada de jazz intimista e inspirada compuesta por Benson, cuya ejecución se caracteriza por un diálogo perfecto entre tres instrumentos, la batería, el chelo eléctrico y una guitarra eléctrica tocada con gran virtuosismo.
"Somewhere In The East" es la composición más experimental del álbum con duelos entre los dos percusionistas del disco. Una mezcla de ritmos exóticos afro-cubanos e improvisaciones de guitarra.

## Recepción

### Crítica
Cuando han pasado ya más de cuatro décadas desde su lanzamiento, en opinión de Richard Cook y Bryan Morton, la última edición de Beyond the Blue Horizon «todavía tiene el derecho de ser uno de los mejores discos de Benson». Para Richard S. Ginell en su comentario de Allmusic «esta es una sesión de jazz excelente» y como puede leerse en la reseña sobre este disco por The Jazz Messenger, «también este es probablemente el mejor trabajo que evidencia la desenvoltura de las capacidades técnicas de Benson y la inventiva de su lirismo musical aplicado a cualquier ritmo».

## Portada
La portada del álbum LP original de 1971 fue diseñada por Bob Ciano y en ella aparece como tema central con fondo blanco la fotografía “Flames” de Pete Turner, sacada en 1964 en Libia como parte de una serie de imágenes tomadas por el fotógrafo para la compañía Standard Oil. La fotografía en blanco y negro de George Benson en el interior del LP es de Chuck Stewart.

## Lista de temas
| #  | Título                                             | Compositor/es          | Duración |
| -- | -------------------------------------------------- | ---------------------- | -------- |
| 1. | "So What"                                          | Miles Davis            | 9:21     |
| 2. | "The Gentle Rain" (de la película The Gentle Rain) | Luiz Bonfá, Matt Dubey | 9:15     |
| 3. | "All Clear"                                        | George Benson          | 5:29     |
| 4. | "Ode to a Kudu"                                    | George Benson          | 3:48     |
| 5. | "Somewhere in the East"                            | George Benson          | 6:11     |

Temas adicionales en la edición en CD de 1987:
| #  | Título                  | Compositor/es | Duración |
| -- | ----------------------- | ------------- | -------- |
| 6. | "All Clear"             |               | 5:47     |
| 7. | "Ode to a Kudu"         |               | 4:41     |
| 8. | "Somewhere in the East" |               | 9:46     |

Grabado el 2 (tema 1) y 3 (todos los demás temas) de Febrero, 1971.

## Créditos y personal

### Músicos
- George Benson - guitarra
- Clarence Palmer - órgano
- Ron Carter - contrabajo, violonchelo eléctrico (en temas 2, 3 y 5)
- Jack DeJohnette - batería
- Michael Cameron, Albert Nicholson - percusión

### Técnicos
- Rudy Van Gelder, Robert Honablue - ingenieros de sonido
- Bob Ciano - diseño del álbum
- Pete Turner (foto color exterior LP), Chuck Stewart (foto blanco y negro interior LP) - fotografía